# Нещасний випадок
Неща́сний ви́падок (подія) — тілесні пошкодження або смерть, інколи пошкодження майна, причиною яких є несподіваний збіг обставин. При цьому зазвичай йдеться про те, що негативного ймовірнісного результату можливо було уникнути або запобігти, якщо причини, що призвели до нещасного випадку, були б розпізнані раніше.
Нещасний випадок — обмежена в часі подія або раптовий вплив на працівника небезпечного виробничого фактора чи середовища, що сталися у процесі виконання ним трудових обов’язків, внаслідок яких заподіяно шкоду здоров’ю або настала смерть.
Типовими прикладами є автомобільна катастрофа (або попадання під машину), падіння з висоти, попадання предметів в дихальне горло, падіння предметів (цеглини, бурульки) на голову, враження електричним струмом. Чинниками ризику можуть бути недотримання техніки безпеки, вживання алкоголю. Смерть відомих людей в результаті нещасного випадку зазвичай привертає широку увагу. Часто не вдається встановити, чи був це нещасний випадок, самогубство або вбивство.
Програми страхової медицини та страхування життя дозволяють делегувати безпосередньо страховій компанії реалізацію цілого ряду питань, які стосуються соціального захисту людей.
У разі настання нещасного випадку доцільними будуть послуги страхової компанії, а саме медичного страхування або страхування від нещасних випадків.